# Quartet Ébène
El Quartet Ébène (en francès: Quatuor Ébène) és un quartet de corda francès amb base a Boulogne-Billancourt, França, creat l'any 1999.
Actualment, els seus components són Pierre Colombet (primer violí), Gabriel Le Magadure (segon violí), Marie Chilemme (viola) i Yuya Okamoto (violoncel). Anteriorment, van ser membres del quartet: al violí Guillaume Antonini, a la viola Mathieu Herzog (1999-2014) i Adrien Boisseau (2015-2017); i al violoncel Matthieu Fontana (1999-2002)i Raphaël Merlin (2002–2024).

## Història
El Quartet Ébène es va fundar l'any 1999 al Conservatori Boulogne-Billancourt a França. Va formar-se sota el mestratge del quartet Ysaÿe al Conservatori nacional superior de música i dansa de París amb Eberhard Feltz, Gábor Takács-Nagy i amb György Kurtág a Hongria.
El grup va destacar internacionalment per primera vegada l'any 2004 quan va guanyar el primer premi en la categoria de quartet de corda a l' ARD International Music Competition, també va guanyar el Premi del Públic, dos premis d'interpretació i el Premi Karl Klinger Foundation. L'any següent, el grup va guanyar el Premi Belmont de la Fundació Forberg-Schneider. El 2006, el Quartet Ébène va llançar el seu primer enregistrament, un enregistrament en directe de tres quartets de Haydn, amb l'aclamació de la crítica. El 2009, la BBC Music Magazine va nomenar el quartet "Nouvingut de l'any" per la seva gravació dels quartets de corda Ravel, Fauré i Debussy. El mateix àlbum va guanyar el premi Recording of the Year als premis Classic FM Gramophone 2009. L'any 2010, el grup va ser nomenat Ensemble de l'any a les Victoires de la Musique Classique. La NPR va nomenar l'àlbum d'Ébène Fiction com un dels seus 50 àlbums favorits del 2011, descrivint l'actuació del quartet com plena de "suavitat sedosa i finor gal·la".

## Estil musical
El Quartet Ébène és conegut per la seva versatilitat i interpreta una varietat de gèneres, com ara música clàssica, música contemporània, jazz i crossover. Més enllà del seu repertori clàssic, algunes de les actuacions més populars del grup han estat en el crossover, com ara una interpretació de la banda sonora de Pulp Fiction, arranjaments d'èxits clàssics dels Beatles i un arranjament vocal/instrumental de jazz de " Someday My Prince Will Come " de Snow . Blanc i els set nans .
El crític musical del New York Times Allan Kozinn va destacar la versatilitat del grup, descrivint el grup com "un quartet de corda que pot transformar-se fàcilment en una banda de jazz".

## Membres
- Pierre Colombet, violí
- Gabriel Le Magadure, violí
- Mathieu Herzog, viola, fins al 2015
- Adrien Boisseau, viola, fins al 2017
- Marie Chilemme, viola, des de 2017
- Matthieu Fontana, violoncel, fins al 2002
- Raphaël Merlin, violoncel, fins al 2024
- Yuya Okamoto, violoncel

## Discografia
- Haydn: Quatuors à Cordes (2006), Mirare
- Bartók: Quatuors núms 1-3 (2007), Mirare
- Debussy, Fauré & Ravel: Quartets de corda (2008), Erato
- Brahms: Quartet de corda núm. 1; Quintet amb piano (2008), Erato
- Ficció: Live at Folies Bergère (2011), Erato
- Mozart: Dissonances (2011), Erato
- Felix i Fanny Mendelssohn (2013), Erato
- Brasil (2014), Erato
- Concert del 90è aniversari de Menahem Pressler: Live in Paris (2014), Erato
- Schubert: Quintet i Lieder (2016), Erato
- Beethoven: Quartets de corda complets (2020), Erato